# Gurvan tes, Ömnögovi
Gurvan tes (tiếng Mông Cổ: Гурван тэс) là một sum của tỉnh Ömnögovi ở miền nam Mông Cổ. Vào năm 2009, dân số của sum là 4.034 người.

## Địa lý
Sum có diện tích khoảng 27.967 km2. Trung tâm sum, Urt, nằm cách tỉnh lỵ Dalanzadgad 320 km và thủ đô Ulaanbaatar 980 km.

### Khí hậu
Gurvan tes có khí hậu hoang mạc. Nhiệt độ trung bình hàng năm trong khu vực là 9 °C. Tháng ấm nhất là tháng 7, khi nhiệt độ trung bình là 27 °C và lạnh nhất là tháng 1, với −12 °C. Lượng mưa trung bình hàng năm là 134 mm. Tháng ẩm ướt nhất là tháng 6, với lượng mưa trung bình là 44 mm, và khô nhất là tháng 12, với 2 mm.

## Kinh tế
Sum có một trường học, bệnh viện, trung tâm thương mại và nhà văn hóa.